# Schwalbe IV
Schwalbe IV war eine im Zweiten Weltkrieg bei Heggen (damals Gemeinde Attendorn-Land, heute Gemeinde Finnentrop) geplante unterirdische Hochdruckhydrieranlage zur Herstellung von Flug- und Fahrzeugbenzin, die von der Gelsenberg-Benzin AG im Rahmen des Mineralölsicherungsplans als U-Verlagerung betrieben werden sollte. Das Projekt wurde nie fertiggestellt, bis heute sind aber Teile der Stollenanlage (Deckname „Selenit“) erhalten.

## Lage
Die Stollenanlage „Selenit“ befindet sich unterhalb der Hohen Ley. Die Bauarbeiten konnten weitgehend unbemerkt erfolgen, da sich hier bereits ein Steinbruch mit Kalkwerk und Bahnanschluss an die Bahnstrecke Finnentrop–Freudenberg befand. 

## Geschichte
Geplant war eine Produktionsfläche von 25.000 m², aufgeteilt auf 16 parallel verlaufende Stollen, die durch zwei Querstollen miteinander verbunden sein sollten. Ein Ausgang war genau westlich auf der anderen Seite des Bergrückens geplant, in einem Steinbruch im Lennetal bei Borghausen, was einer Stollenlänge von ca. 1,4 Kilometern entspricht. In der Ausbaustufe 1 sollten 7.500 Tonnen Steinkohlenteer oder 12.000 Tonnen Braunkohlenteer pro Monat verarbeitet werden, in der Ausbaustufe 2 12.000 Tonnen Steinkohlenteer oder 12.000 Tonnen Braunkohlenteer.
Im Oktober 1944 begann der Bau, bereits ein halbes Jahr später, im April 1945 wurde er wieder gestoppt, bei einem Fertigstellungsgrad der Stollen von ca. 40 Prozent. 
Nach Stilllegung des Kalkwerks 1966 wurden die Stollenmundlöcher durch Anschütten von Erd- und Gesteinsmaterial verschlossen, so dass heute kein Zugang mehr besteht.
Erhalten geblieben sind mindestens drei Stollen, der längste davon ca. 300 Meter lang, sowie ein Querstollen.

## Analoge Projekte
| Schwalbe I   | Deckname Eisenkies  | Deilinghofen | Nordrhein-Westfalen |
| Schwalbe II  | Deckname Eisenrose  | Königstein   | Sächsische Schweiz  |
| Schwalbe III | Deckname Mondstein  | Bad Schandau | Sächsische Schweiz  |
| Schwalbe V   | Deckname Molchfisch | Berga/Elster | Thüringen           |